# فرانسيس دربريدج
فرانسيس هنري داربريدچ (الإنجليزية: Francis Henry Durbridge) (25 نوفمبر 1912 - 11 أبريل 1998) كان روائيًّا إنجليزيًّا، أشهر أعماله ابتكار شخصية بول تيمبل، وهو، أي تيمبل، كاتب روايات جريمة ومحقق ظهر في مسلسلات إذاعية بثتها هيئة الإذاعة البريطانية ابتداءً من 1938.

## السيرة الذاتية
وُلد دربريدچ في هل، إيست ريدنج أوف يوركشاير، تلقى تعليمه في مدرسة برادفورد، شجعه معلم اللغة الإنجليزية على الكتابة. واستمر في الكتابة أثناء دراسته الإنجليزية في جامعة برمنجهام. وبعد التخرج في 1933، عمل لفترة قصيرة موظفًا في سوق الأسهم قبل أن يبيع أول مسرحياته الإذاعية لهيئة الإذاعة البريطانية في سن 21، وكانت بعنوان ترقية.
ابتكر دربريدچ شخصية بول تيمبل، وهو كاتب لروايات الجريمة ومحقق، في الثلاثينيات، يخوض مغامراته مع ستيف ترينت وهي صحفية ستصبح لاحقًا زوجته. يحل تيمبل العديد من الجرائم في عالم الطبقى الوسطى اللامع. بالإضافة إلى مسلسل بول تيمبل، كتب دربريدچ قصص الغموض للإذاعة والتلفاز، والعديد من هذه القصص أُنتجت للإذاعة والتلفاز بالهولندية والألمانية والإيطالية.
كان له سيرة مهنية ناجحة في كتابة المسرحيات، إذ ألف 7 مسرحيات آخرها الانتقام الحلو، التي كتبها في 1991. كتب أيضًا 43 رواية، العديد منها مأخوذة من أعماله الإذاعية، وفي بعض الآخرين اشترك معه مؤلفون آخرون.